# Chiesa di San Niccolò a Nipozzano
La chiesa di San Niccolò a Nipozzano si trova nel comune di Pelago, in provincia di Firenze.
La chiesa fu edificata, nel luogo in cui ancora adesso sorge, fra il Seicento e il Settecento. Il primitivo edificio, già dedicato a San Niccolò e ricordato fin dal 1217, era sicuramente ubicato all'interno dell'abitato del piccolo borgo.
La chiesa rimase praticamente immutata nella sua struttura tardo barocca fino alla seconda guerra mondiale: il crollo della torre principale del Castello Nipozzano ne causò la quasi completa rovina. Fu ricostruita nelle forme attuali verso il 1952, ad un'unica navata senza altari laterali. Del primitivo edificio sono ancora visibili parte della facciata e del portale d'ingresso.